# Il'ja L'vovič Tolstoj
Il'jà L'vovič Tolstòj, in russo Илья́ Льво́вич Толсто́й? (Jasnaja Poljana, 22 maggio 1866 – New York, 11 dicembre 1933), è stato un memorialista e cineasta russo, terzo dei tredici figli di Lev Tolstoj e Sof'ja Bers.

## Biografia
Nato dopo la sorella Tat'jana e prima del fratello Lev junior, scrisse anch'egli un libro di memorie: Tolstoj, ricordi di uno dei suoi figli, tradotto in lingua inglese con il titolo Reminiscences of Tolstoy.
Svolse l'attività di attore, regista e sceneggiatore con lo pseudonimo di Il'jà Dubrovskij. Nel 1916 fu autore di un film tratto dal racconto del padre Che cosa fa vivere gli uomini? (1881), dove recitò nella parte del barin.
Fu impiegato presso una banca agraria ed emigrò poco dopo la Rivoluzione russa, stabilendosi a New York. Negli Stati Uniti si occupò di un film tratto dal romanzo Resurrezione, che uscì nel 1927 con il titolo Resurrection (egli ne fu sceneggiatore, attore e consulente letterario).

## Voci correlate

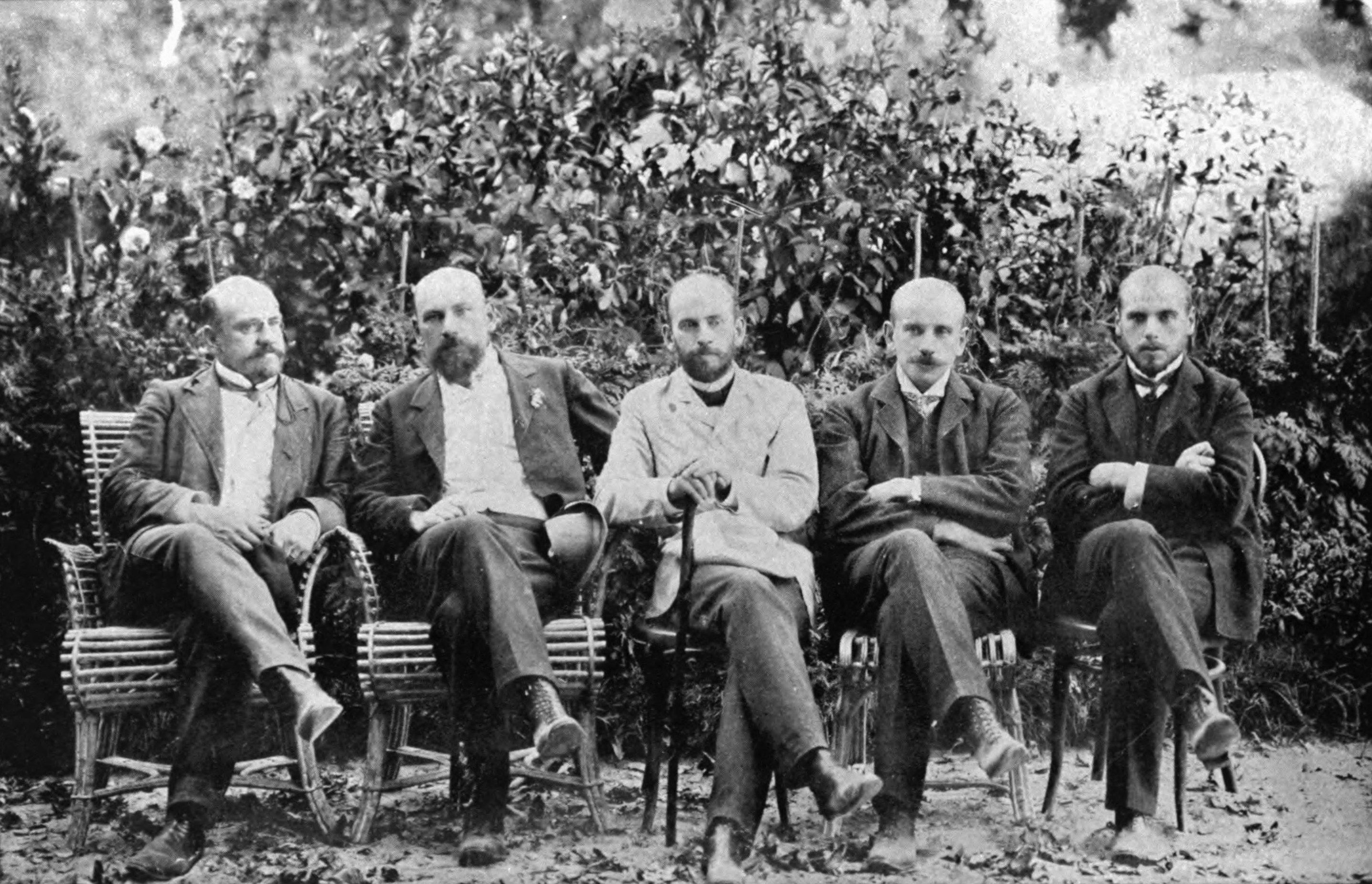
I cinque figli maschi di Sonja divenuti adulti (da sinistra: Sergej, Il'ja, Lev, Andrej e Michail)